# XXII Cuerpo de Ejército (Bando republicano)
El XXII Cuerpo de Ejército fue una formación militar perteneciente al Ejército Popular de la República que luchó durante la Guerra Civil Española. Llegó a operar en los frentes de Teruel, Levante y Extremadura, jugando un papel relevante durante la contienda. Durante la mayor parte de su existencia la unidad estuvo mandada por el teniente coronel Juan Ibarrola.

## Historial
La unidad fue creada en septiembre de 1937 —en el seno del nuevo Ejército de Maniobra—, quedando a cargo del teniente coronel Ricardo Burillo durante su etapa de formación. Posteriormente el mando de la unidad pasaría al comandante de la GNR Juan Ibarrola, un veterano de la guerra en el Norte.

### Batalla de Teruel
En diciembre de 1937 la formación, integrada en el Ejército de Levante y compuesta por las divisiones 11.ª y 25.ª, participó en la batalla de Teruel. Tenía su cuartel general en Alcañiz. El 15 de diciembre comenzaron las operaciones. Las unidades del XXII Cuerpo, situadas al noroeste y suroeste de Teruel, respectivamente, comenzaron a avanzar hasta encontrarse entre sí; con ello se cerró el cerco sobre la capital turolense. Este éxito supuso que Ibarrola fuera ascendido al rango de teniente coronel. Durante las siguientes semanas las divisiones 11.ª y 25.ª cubrieron el perímetro exterior del cerco, repeliendo los contraataques franquistas. El 31 de diciembre la 40.ª División fue agregada al XXII Cuerpo, como refuerzo frente a la presión enemiga. Teruel terminó rindiéndose el 7 de enero de 1938.
La unidad posteriormente pasó a retaguardia, en un periodo de reposo. En febrero de 1938 llegó a participar en las operaciones de la batalla del Alfambra.

### Campaña de Levante
Al comienzo de la ofensiva de Levante por las fuerzas franquistas el XXII Cuerpo agrupaba a las divisiones 19.ª y 47.ª, y se encontraba situado en el sector de Albocácer. Durante las siguientes semanas la formación resistió las acometidas enemigas, debiendo ceder algunas posiciones. A comienzos de junio, ante la posibilidad de quedar cercados, el XXII Cuerpo se retiró de sus posiciones en Albocácer —tras casi dos meses de resistencia−, ocupando nuevas posiciones en la línea fortificada que iba desde Oropesa del Mar hasta La Barona. Para el 18 de junio se encontraba combatiendo con las fuerzas del Cuerpo de Ejército de Galicia, con el cual sostendría una fuerte lucha por la posesión de la localidad de Onda. Muy quebrantado por estos combates, sería retirado del frente y pasado a la reserva general. A mediados de julio lanzó potentes contraataques contra las fuerzas franquistas, buscando aliviar la presión del amenazado XVII Cuerpo de Ejército en el frente de Teruel.

### Final de la guerra
El XXII Cuerpo salió muy quebrantado de la campaña de Levante, por lo que en diciembre de 1938 fue profundamente reorganizado. A comienzos de 1939 la unidad, que para esas fechas se encontraba compuesta por las divisiones 47.ª, 70.ª y 10.ª, fue enviada a la zona de Córdoba-Extremadura para intervenir en la prevista ofensiva de Valsequillo. Durante las primeras jornadas del ataque republicano el XXII tuvo una buena actuación, logrando un profundo avance y la conquista de varias poblaciones importantes. Sin embargo, la ofensiva republicana terminaría estancándose y, finalmente, fracasaría. Tras esto el XXII Cuerpo regresó a la zona de Levante.
En marzo de 1939, tras producirse el golpe de Casado, el teniente coronel Ibarrola apoyó a los golpistas. Sin embargo, esta no fue la actitud de todos los oficiales del cuerpo. El teniente coronel José Recalde Vela —comandante de la 47.ª División y opuesto al golpe— llegó a destituir a Ibarrola y asumió temporalmente el mando del XXII Cuerpo de Ejército. Finalmente la intentona no prosperó y se restableció la situación. La unidad se autodisolvió en los últimos día de la guerra.

## Mandos
Comandantes
- teniente coronel de infantería Ricardo Burillo Stholle;
- comandante de la GNR Juan Ibarrola;[16]

Comisarios
- Ramón Farré Gassó, del PSUC;[17][18]

Jefes de Estado Mayor
- comandante de infantería José Cebrecos Louriel;
- comandante de carabineros Antonio Pérez Quijano;[12]
- comandante-Jefe de Transmisiones Víctor Jorge Ochoa;
- capitán de ingenieros Francisco Piorno Mezquita;

## Orden de batalla
| Fecha               | Ejército adscrito    | Divisiones integradas | Frente de batalla |
| Diciembre de 1937   | Ejército de Levante  | 11.ª y 25.ª           | Teruel            |
| Febrero de 1938     | Ejército de Maniobra | 66.ª, 28.ª y 25.ª     | Teruel            |
| Abril de 1938       | Ejército de Maniobra | 47.ª, «A» y «E»       | Levante           |
| 30 de abril de 1938 | Ejército de Maniobra | 19.ª, 41.ª y 47.ª     | Levante           |
| Junio de 1938       | Ejército de Levante  | 47.ª, 70.ª y 68.ª     | Levante           |
| 5 de agosto de 1938 | Ejército de Levante  | 47.ª, 61.ª y 67.ª     | Levante           |
| Noviembre de 1938   | Reservas             | 47.ª, 67.ª y 70.ª     | Levante           |
| Enero de 1939       | GERC                 | 10.ª, 47.ª y 70.ª     | Extremadura       |
| 5 de marzo de 1939  | Ejército de Levante  | 47.ª y 70.ª           | Levante           |